# Dehesa
Dehesa är ett kommunfritt område i San Diego County i södra Kalifornien. Dehesa, som ligger vid Sweetwater River, är beläget mellan Granite Hills och Alpine.